# Alfred Publishing
Die Alfred Music Publishing GmbH ist die deutsche Niederlassung des US-amerikanischen Musikverlags Alfred Publishing, LLC, der auf Musiknoten und Lehrbücher für Gesang und verschiedene Instrumente spezialisiert ist. Der deutsche Verlagssitz befindet sich in Köln, und das Repertoire umfasst Titel für Blas-, Schlag-, Streich-, Tasten-, Zupf- und Harmonikainstrumente in deutscher und englischer Sprache. 
Geschichte
Alfred Music wurde 1922 von Sam Manus in der Tin Pan Alley in New York gegründet und etablierte sich zunächst als Verlag für populäre Noten. 1930 übernahm Manus den von Alfred Haase gegründeten Verlag Alfred & Company, woraufhin die beiden Unternehmen unter dem Namen Alfred Music vereint wurden. In den 1950er Jahren erweiterte Sam Manus' Sohn Morty das Verlagsprogramm um Lehrwerke für Akkordeon, Gitarre, Klavier und Blockflöte, was die Grundlage für Alfreds späteren Schwerpunkt auf musikpädagogische Publikationen legte.
Ab 1975 verlagerte Alfred Music seinen Hauptsitz nach Los Angeles und eröffnete in den folgenden Jahren internationale Niederlassungen in Australien, Deutschland, Singapur und Großbritannien. Mit der Übernahme von Warner Bros. Publications im Jahr 2005 erweiterte Alfred Music sein Portfolio um Werke aus dem Katalog von EMI und den Print-Rechten an verschiedenen Filmkompositionen. 
Heute ist Alfred Music Teil der Unternehmensgruppe Peaksware Holdings, LLC, zu der auch das Softwareunternehmen MakeMusic gehört. Der Hauptsitz befindet sich in Boulder, Colorado.
Alfred Music Publishing GmbH (Deutschland)
Die deutsche Niederlassung Alfred Music Publishing GmbH wurde am 1. September 1997 in Neustadt/Wied gegründet, ursprünglich mit dem Ziel, Alfreds US-amerikanische Titel in den deutschsprachigen Markt einzuführen. Mit der Übernahme des KDM-Katalogs im Jahr 2000 und der Entwicklung eines eigenständigen Programms auf Deutsch begann das Unternehmen, auch lokal relevante Titel anzubieten. Diese umfassen mittlerweile über 300 deutschsprachige Ausgaben, darunter verlagseigene Reihen sowie deutsche Übersetzungen international bekannter Lehrwerke. Im Schlagzeugbereich gehören u. a. Veröffentlichungen von Anika Nilles, Jost Nickel und Claus Hessler zum Portfolio.
2005 verlagerte die Alfred Music Publishing GmbH ihren Sitz nach Köln, gliederte die Auslieferung aus und richtete im Zuge dessen ein Zentrallager für Europa in Großbritannien ein. 
Aktuelles
Im Jahr 2022 feierte Alfred Music sein 100-jähriges Bestehen, während die deutsche Niederlassung auf 25 Jahre zurückblickte. Gleichzeitig ging der langjährige Editor-in-Chief Thomas Petzold in den Ruhestand, seine Nachfolge im Bereich Lektorat und Produktion übernahm Matthias Bielecke.